# Epsilon Coronae Borealis
Epsilon Coronae Borealis (ε Coronae Borealis, förkortat Epsilon CrB, ε CrB) som är stjärnans Bayerbeteckning, är en multipelstjärna belägen i den södra delen av stjärnbilden Norra kronan. Den har en skenbar magnitud på 4,13 och är synlig för blotta ögat där ljusföroreningar ej förekommer. Baserat på parallaxmätning inom Hipparcosuppdraget på ca 14,7 mas, beräknas den befinna sig på ett avstånd på ca 220 ljusår (ca 68 parsek) från solen.

## Egenskaper
Primärstjärnan Epsilon Coronae Borealis A är en orange till röd jättestjärna av spektralklass K2 III, som betyder att den har uttömt förrådet av väte i dess kärna. Den har en massa som är ca 1,4 gånger större än solens massa, en radie som är ca 21 gånger större än solens och utsänder från dess fotosfär ca 151 gånger mera energi än solen vid en effektiv temperatur på ca 4 400 K.
Epsilon Coronae Borealis B är en följeslagare ansedd som en orange stjärna i huvudserien av spektraltyp K3V till K9V som kretsar kring primärstjärnan på ett avstånd av 135 astronomiska enheter och en omloppsperiod på 900 år. En svag stjärna av magnitud 11,5, separerad med 1,5 bågminuter, har kallats Epsilon Coronae Borealis C, även om den enbart ligger nära i synfältet och saknar anknytning till konstellationen.
Den radiella hastigheten hos Epsilon Coronae Borealis observerades under tiden januari 2005 till januari 2012, under vilken tid en "wobbling" med en period på omkring 418 dygn registrerades. Detta har tolkats till att vara en planet med en massa omkring 6,7 gånger så stor som Jupiters, som kretsar kring primärstjärnan på ett avstånd av 1,3 astronomiska enheter med en excentricitet av 0,11.